# Dolly Dots
Die Dolly Dots sind eine ursprünglich sechsköpfige niederländische Girlgroup, die besonders Ende der 1970er-/Anfang der 1980er-Jahre populär war.

## Bandgeschichte

### 1979 bis 1988
Die Gruppe wurde 1978 von Peter van Asten und Richard de Bois um die Balletttänzerin Angéla Kramers aufgebaut, welche beim Fernsehsender TROS aktiv war. Zu den Tänzerinnen Angéla Kramers, Anita Heilker, Esther Oosterbeek und Patty Zomer kamen die Sängerinnen Ria Brieffies and Angela Groothuizen. Im Juni 1979 erschien ihre erste Single Boys. Mit diesem Auftakt konnte man das Sextett bereits in der Bundesrepublik in Ilja Richters disco hören und sehen.
Glamour und Formationstanz kennzeichneten das äußere Erscheinungsbild der Auftritte. In den folgenden Jahren waren die Dolly Dots eine in Europa und auch in Japan bekannte Popgruppe. Mehrmals waren sie im deutschen Fernsehen in der Sendung Musikladen zu Gast. In Japan gewannen sie Platin für ihre Single Radio. Ihre größten Erfolge hatten die Dolly Dots in ihrem Heimatland im Jahr 1984, als sie mit Love me just a little bit more Platz eins der niederländischen Charts erreichten. Im selben Jahr erhielten sie ihre eigene Fernsehserie. Das Album Display wurde mit Gold ausgezeichnet.
Ende 1984 verließ Heilker die Gruppe nach der Geburt ihrer Tochter. 1986 ging das Quintett in die USA zu Filmarbeiten. Der daraus resultierende Film Sturzflug ins Chaos – Wenn schräge Vögel fliegen lernen (Originaltitel Dutch Treat) erschien 1987. Nach dessen Misserfolg und dem enttäuschenden Abschneiden der Single What A Night beschlossen die verbliebenen Gruppenmitglieder die Auflösung der Dolly Dots. Am 2. Oktober 1988 gaben sie ihr Abschiedskonzert.

### Nach 1988
1993 erreichte das Sammelalbum Gold die Charts. 1998 vereinigten sich alle sechs Gründungsmitglieder und intonierten das Sammelalbum The Collection. Im Oktober traten sie zehn Jahre nach der Auflösung wieder im Fernsehen auf. 2004 erschien die Premiere des Musicals Love Me Just A Little Bit More nach Motiven von Songs der Dolly Dots. Das Musical tourte bis Februar 2005 durch die Niederlande.
Ermutigt durch diesen Erfolg, erschienen ein neues Album und eine DVD, welche Höhepunkte aus der Karriere der Gruppe zeigt. 2006 folgte eine neue gemeinsame Tour, 2007 traten die Mitglieder in der Fernsehshow Vrienden van Amstel Live auf, und im Mai desselben Jahres waren die Dolly Dots bei drei ausverkauften Konzerten in Rotterdam zu sehen. Das Album Reünieconcert wurde mit Gold ausgezeichnet.
Die Sängerin Ria Brieffies starb am 20. Juli 2009 im Alter von 52 Jahren an Lungenkrebs. Angela Groothuizen war von 2010 bis 2012 Jurymitglied von The Voice of Holland und ist seit 2012 Jurymitglied beim Original von The Voice Kids.

## Diskografie

### Alben
| Jahr | Titel                   | Höchstplatzierung, Gesamtwochen, AuszeichnungChartsChartplatzierungen (Jahr, Titel, Platzierungen, Wochen, Auszeichnungen, Anmerkungen) | Anmerkungen |
| Jahr | Titel                   | NL | Anmerkungen |
| ---- | ----------------------- | --- | ----------- |
| 1979 | Dolly Dots              | NL21 (7 Wo.)NL |             |
| 1980 | American Dream          | NL16 (9 Wo.)NL |             |
| 1981 | Forever                 | NL10 (11 Wo.)NL |             |
| 1981 | P.S. We Love You        | NL21 (3 Wo.)NL |             |
| 1982 | Take Six                | NL22 (5 Wo.)NL |             |
| 1983 | Display                 | NL6 Gold · (28 Wo.)NL |             |
| 1984 | Live In Carré           | NL4 (12 Wo.)NL |             |
| 1984 | Thirst!                 | NL11 (11 Wo.)NL |             |
| 1985 | Attention               | NL16 (11 Wo.)NL |             |
| 1986 | The Hits Album          | NL32 (8 Wo.)NL |             |
| 1986 | Dutch Treat             | NL41 (14 Wo.)NL |             |
| 1988 | Latest Hits             | NL72 (1 Wo.)NL |             |
| 1993 | Gold – The Very Best Of | NL31 (10 Wo.)NL |             |
| 1998 | The Collection          | NL12 (14 Wo.)NL |             |
| 2007 | Reünieconcert Ahoy 2007 | NL1 (10 Wo.)NL |             |
| 2022 | Forever [2022]          | NL6 (1 Wo.)NL |             |

### Singles
| Jahr | Titel Album                                                          | Höchstplatzierung, Gesamtwochen, AuszeichnungChartplatzierungen (Jahr, Titel, Album, Platzierungen, Wochen, Auszeichnungen, Anmerkungen) | Höchstplatzierung, Gesamtwochen, AuszeichnungChartplatzierungen (Jahr, Titel, Album, Platzierungen, Wochen, Auszeichnungen, Anmerkungen) | Anmerkungen |
| Jahr | Titel Album                                                          | NL | DE | Anmerkungen |
| ---- | -------------------------------------------------------------------- | --- | --- | ----------- |
| 1979 | Boys (Tell It All About) Dolly Dots                                  | NL9 (13 Wo.)NL | — |             |
| 1979 | Radio Dolly Dots                                                     | NL11 (8 Wo.)NL | — |             |
| 1979 | Rollerskating Dolly Dots                                             | NL13 (6 Wo.)NL | — |             |
| 1980 | We Believe in Love American Dream                                    | NL10 (9 Wo.)NL | — |             |
| 1980 | Hela-di-ladi-lo American Dream                                       | NL6 (9 Wo.)NL | DE37 (11 Wo.)DE |             |
| 1980 | The Dreammachine American Dream                                      | NL29 (4 Wo.)NL | — |             |
| 1981 | Leila (The Queen of Sheba) P.S. We Love You                          | NL9 (9 Wo.)NL | DE73 (2 Wo.)DE |             |
| 1981 | P.S. P.S. We Love You                                                | NL6 (9 Wo.)NL | DE52 (3 Wo.)DE |             |
| 1981 | S.T.O.P. P.S. We Love You                                            | NL6 (9 Wo.)NL | DE71 (1 Wo.)DE |             |
| 1982 | Do You Wanna Wanna Take Six                                          | NL8 (7 Wo.)NL | — |             |
| 1982 | Do Wah Diddy Diddy Take Six                                          | NL4 (9 Wo.)NL | — |             |
| 1982 | All The Roses Take Six                                               | NL9 (4 Wo.)NL | — |             |
| 1983 | Money Lover Display                                                  | NL22 (5 Wo.)NL | — |             |
| 1983 | Don’t Give Up Display                                                | NL14 (8 Wo.)NL | — |             |
| 1983 | Love Me Just a Little Bit More (Totally Hooked on You) Live In Carré | NL1 (11 Wo.)NL | — |             |
| 1984 | She’s a Liar Live In Carré                                           | NL7 (9 Wo.)NL | — |             |
| 1984 | Trick of the Eye Thirst!                                             | NL15 (7 Wo.)NL | — |             |
| 1984 | Give the Girl a Break Thirst!                                        | NL19 (8 Wo.)NL | — |             |
| 1985 | Where Were You (When I Needed You) Thirst!                           | NL23 (5 Wo.)NL | — |             |
| 1985 | Only the Rain Attention                                              | NL13 (7 Wo.)NL | — |             |
| 1986 | Unique Attention                                                     | NL27 (4 Wo.)NL | — |             |
| 1986 | Dreaming of You Attention                                            | NL26 (3 Wo.)NL | — |             |
| 1986 | This Girl Dutch Treat                                                | NL29 (4 Wo.)NL | — |             |
| 1987 | Hearts Beat Thunder Dutch Treat                                      | NL25 (5 Wo.)NL | — |             |
| 1987 | What a Night –                                                       | NL18 (5 Wo.)NL | — |             |

### Videoalben
- 2007: Reünieconcert Ahoy 2007 (NL: Gold)